# Priapella bonita
Priapella bonita era un piccolo pesce d'acqua dolce, appartenente alla famiglia Poeciliidae, dichiarato estinto.

## Distribuzione e habitat
Questa specie era diffusa in Messico, dove era endemica.

## Classificazione
Scoperta, descritta e classificata nel 1904 da Meek, è stata dichiarata estinta.

## Riproduzione
Come le altre specie del genere, la fecondazione avveniva internamente, partorendo avannotti durante la schiusa.